# Charlotta Lönnqvist
Charlotta Lönnqvist, född 4 februari 1815 i Sjundeå, död 27 april 1891 i Sjundeå, var en finländsk, svenskspråkig mecenat, som bland annat försörjde sig som kalaskokerska i Sjundeå. Hon stöttade Finlands nationalförfattare Aleksis Kivi och lät honom bo hos sig på Fanjunkars torp 1864–1871. 

## Biografi
Charlotta Lönnqvist bodde i Sjundeå på det nutida kommuncentrets område i korsningen av Billskogsvägen och Kungsvägens norra linjedragning.

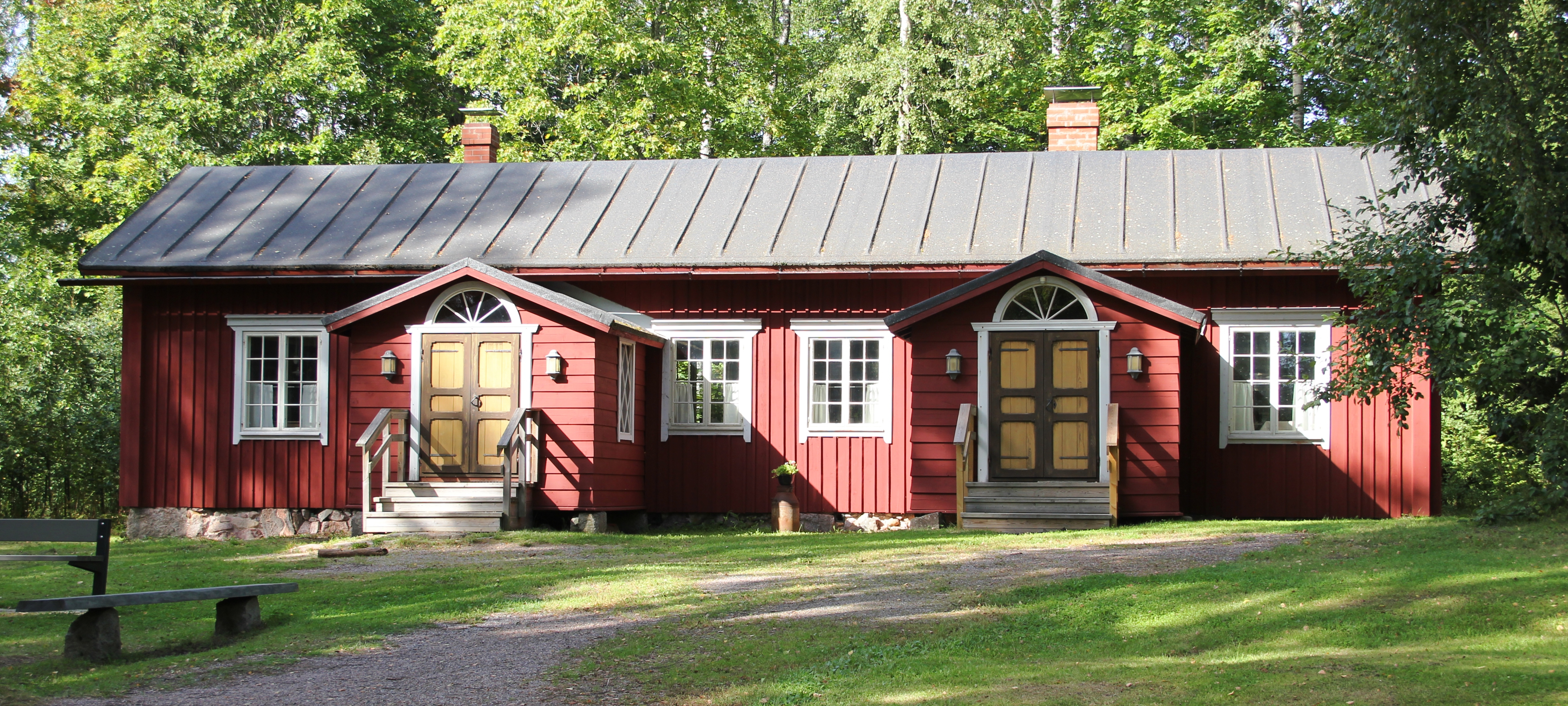
Det återuppbyggda Fanjunkars i Sjundeå.

Hennes hem var Sjundby slotts soldattorp som hon hade ärvt av sina föräldrar Jonas och Maria Lönnqvist. Hennes far hade varit fanbärare i den svenska armen och därav kom torpet, som var registrerat under namnet Bruses, att kallas Fanjunkars. Charlotta hade blivit det enda barnet, då hennes bror vid 21 års ålder, enligt kyrkböckerna rest till Helsingfors och sedan dess inte mera avhörts. Arrendet för torpet betalade Charlotta i kontanter: hon lagade mat på bröllop och begravningar såväl i Sjundeå som i andra socknar, även Nurmijärvi. Hon var driftig och modig, hon tjänade en hel del pengar också på att jaga vargar
Charlotta hade ofta flickor från de större gårdarna hemma hos sig, i sitt närapå 100 kvadratmeter stora torp, vilka hon lärde upp att sköta ett hushåll. Hennes trädgård var välskött och prunkande. Torpet blev efter andra världskriget på det så kallade Porkalaområdet som utarrenderades till Sovjetunionen. När området gavs tillbaka år 1956, var Fanjunkars torp totalförstörds. Det hade troligtvis transporterats som stockar någonstans till Sovjetunionen.

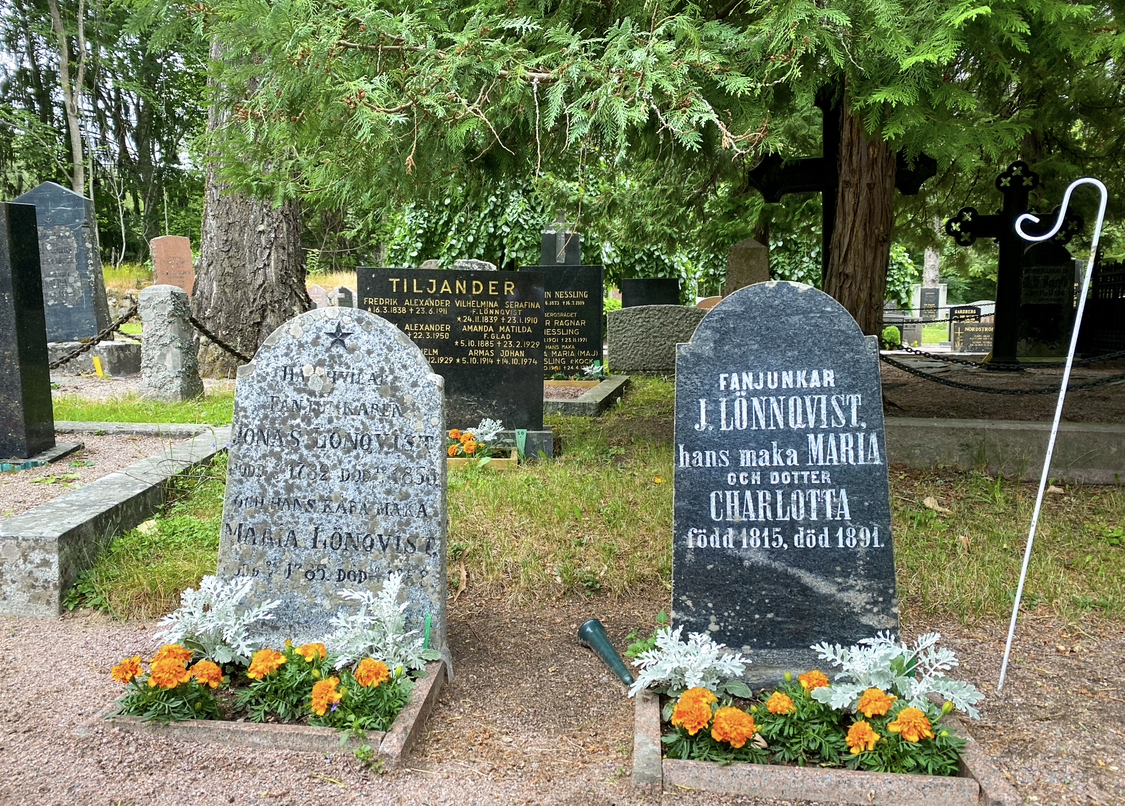
Charlotta Lönnqvists grav på Sjundeå begravningsplats

Under åren 1864–1871 bodde Aleksis Kivi på Fanjunkars i Charlottas vård. Dessa år var Aleksis Kivis mest produktiva, det var då han skrev största delen av sina verk, bland annat Sju bröder i tre repriser. Charlotta skötte vardagliga saker, maten och kläderna och Kivi kunde koncentrera sig på skrivande. Fanjunkars var en fristad för honom. Charlotta Lönnqvist var en högt uppskattad mamsell hos sockenborna då hon som 76-årig gick bort. Hon är begravd bredvid sina föräldrar på Sjundeå begravningsplats.

## Minnesmärken

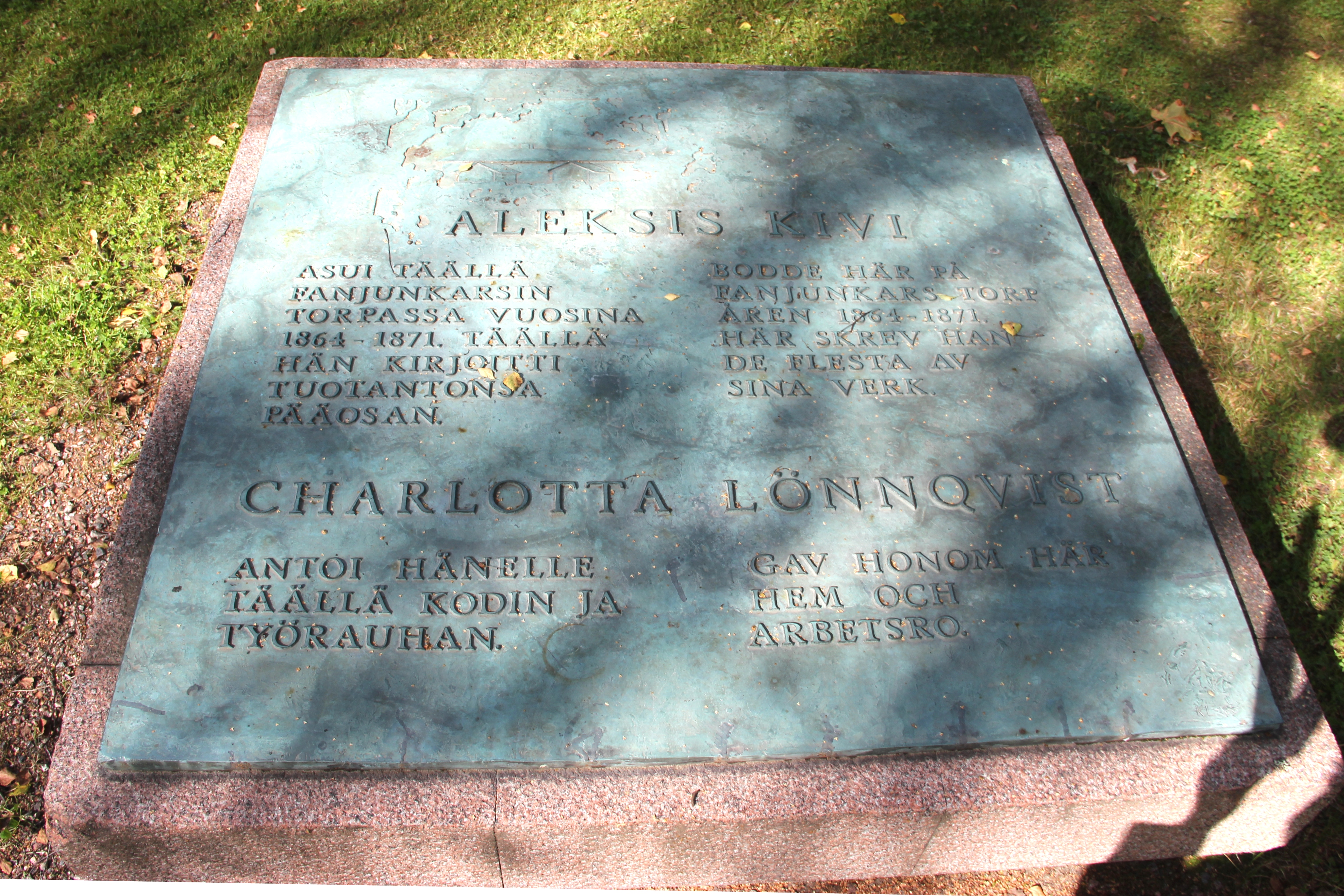
Aleksis Kivis och Charlotta Lönnqvists minnesplatta vid Fanjunkars.

Lönnqvist har hedrats med minnesmärken i Sjundeå. Vid Fanjunkars torp har en stor minnesplatta över Aleksis Kivi och Charlotta Lönnqvist rests, formgiven av Alvar Aalto. Dessutom finns vägen Charlotta Lönnqvists väg i Sjundeå kommuncentrum.
I maj 2025 meddelades att konstnären Iida Nurminen har vunnit tävlingen om Charlotta Lönnqvists minnesmärke i Sjundeå. Tävlingen, som ordnades av Sjundby traditionsförening, hade ett förstapris på 2 000 euro. Nurminen bidrag, Gynnarinnan, är en realistisk bronsstaty i naturlig storlek föreställande Charlotta Lönnqvist sittande med en gås vid sin sida. Statyns fundament av granit är utformat som ett bord. Enligt planerna ska minnesmärket avtäckas den 12 maj 2027 vid Fanjunkars i Sjundeå kommuncentrum.